# فرودگاه مویو
فرودگاه مویو (به انگلیسی: Moyo Airport) یک فرودگاه همگانی با کد یاتا OYG است که یک باند فرود سنگفرش دارد و طول باند آن ۱۳۰۰ متر است. این فرودگاه در شهر مویو، اوگاندا کشور اوگاندا قرار دارد و در ارتفاع ۹۴۰ متری از سطح دریا واقع شده‌است.